# Pusty Staw Staroleśny
Pusty Staw Staroleśny (słow. Pusté pleso, Pusté pleso I, Dolné Pusté pleso, niem. Trümmersee, węg. Törmelék-tó, Omladék-tó) – staw położony na wysokości ok. 2055 m n.p.m. w górnych partiach Doliny Staroleśnej, w słowackich Tatrach Wysokich. Pomiary pracowników TANAP-u z lat 60. XX w. wykazują, że ma powierzchnię ok. 1,2 ha, wymiary 165 × 93 m i głębokość ok. 6,5 m. Leży w kotlinie zwanej Pustą Kotliną, u podnóża Świstowego Szczytu. Jest jednym z 27 Staroleśnych Stawów, które rozsypane są po całej Dolinie Staroleśnej. W pobliżu znajdują się dwa mniejsze stawki, są to Mały Pusty Stawek i Puste Oko. Do Pustego Stawu Staroleśnego nie prowadzą żadne znakowane szlaki turystyczne.

## Nazewnictwo
Nazwa Pustego Stawu Staroleśnego pochodzi od otoczenia, w którym się znajduje. Leży pośród surowego, wysokogórskiego krajobrazu otoczony piargami i złomami opadającymi ze zboczy Świstowego Szczytu. Nazewnictwo Pustej Kotliny zostało utworzone później, pochodzi od tegoż stawu.